# On est en direct
On est en direct (identifié par le sigle OEED) est une émission française de débat télévisé diffusée du 26 septembre 2020 au 25 juin 2022 sur France 2 chaque samedi soir en seconde partie de soirée vers 23 h 30. Présentée par Laurent Ruquier, en duo avec Léa Salamé lors la seconde saison, elle est coproduite par Philippe Thuillier et Laurent Ruquier.

## Contexte
Le 5 juillet 2020, Laurent Ruquier met fin à quatorze ans de diffusion de son émission On n'est pas couché sans abandonner pour autant la seconde partie de soirée du samedi sur France 2. C'est en effet en septembre de la même année que l'animateur lance On est en direct, un nouveau talk-show, dans lequel l'interview politique est réduite en longueur et désormais réalisée avec une journaliste habituée des émissions politiques de la chaîne de télévision.
Dans un entretien accordé à Télé Poche, l'animateur des Grosses Têtes de RTL a précisé qu'il pourra recevoir jusqu'à quinze invités par émission. « La principale nouveauté, c'est le retour de l'humour. Il n'y en avait plus avec On n'est pas couché. Nous aurons plusieurs humoristes et certains auront des rubriques » a-t-il expliqué, tout en indiquant que l'interview politique n'occupera pas plus de vingt minutes.
Laurent Ruquier, qui n'exclut pas de s'accompagner d'éditorialistes, a estimé qu'il allait lui-même « donner de la force au concept ». « Le décor sera dans un vrai club. Je me déplacerai dans différents espaces en fonction des invités. On parlera beaucoup de culture, de livres et de cinéma. Un ou deux artistes se produiront en live » a-t-il précisé, avant de conclure qu'il est selon lui « important pour le service public d'avoir une émission de divertissement culturel ».

## Historique

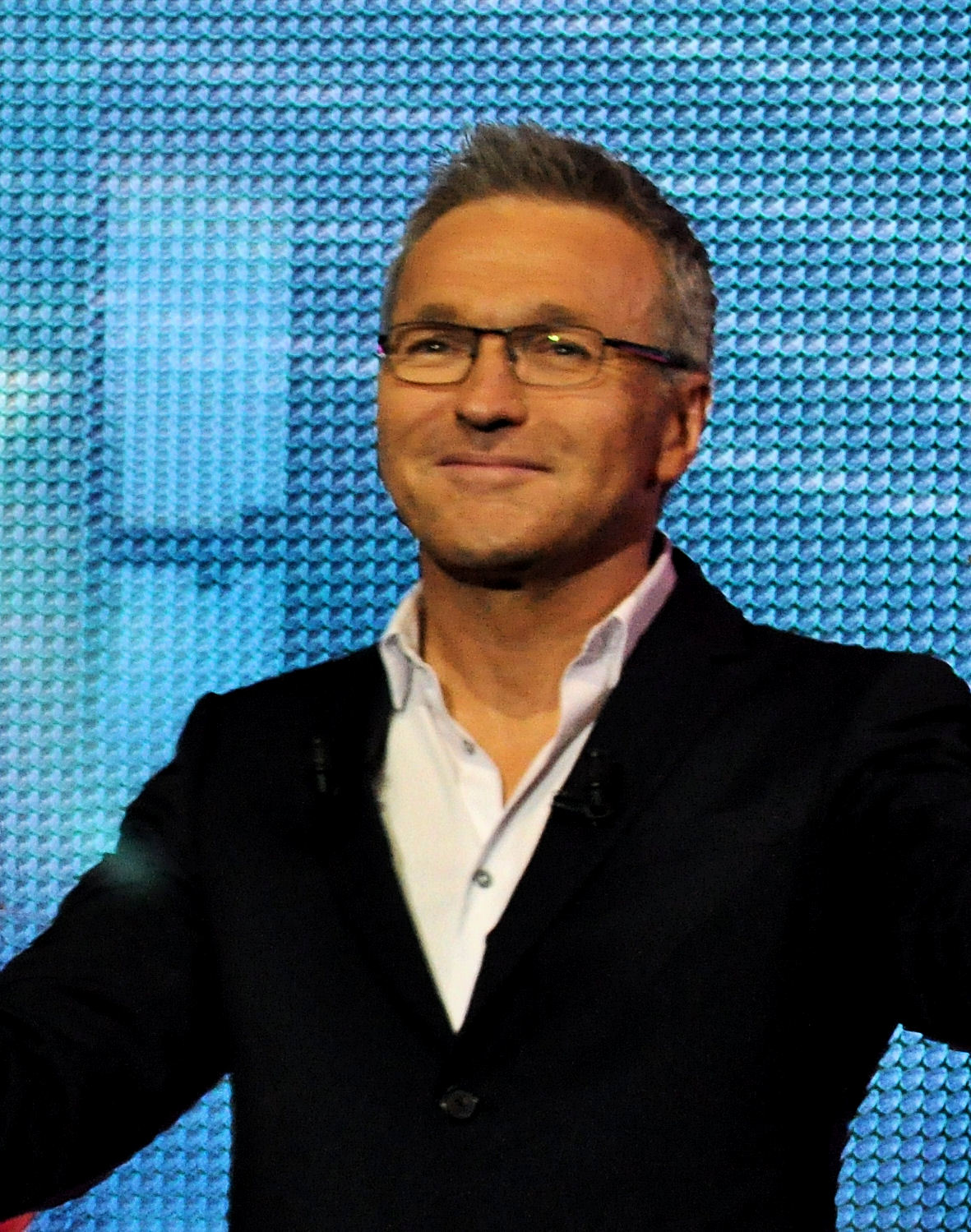
Laurent Ruquier, co-présentateur de l'émission

Cette émission de talk-show et d'infodivertissement est programmée pour la première fois le 26 septembre 2020 en remplacement d' On n'est pas couché. Elle se différencie de la formule précédente en ce qu'elle est diffusée en direct et que son décor se veut plus contemporain et intimiste, évoquant une ambiance de club de nuit. Le lancement est jugé satisfaisant avec 805 000 téléspectateurs.
À partir du 17 octobre 2020, les conditions de tournage sont revues car, à la suite des annonces du président de la République pour contrer le Covid-19, un couvre-feu est imposé à partir de 21h, notamment en Île-de-France, rendant dès lors impossible un direct à partir de 23 h 30 comme le voudrait le principe de l'émission. Cette dernière sera alors, le temps du couvre-feu, tournée le samedi après-midi dans les conditions du direct et sera renommée On est presque en direct. La programmation du 24 octobre 2020 est avancée à 23h05.
À compter du samedi 9 janvier 2021, l'émission repasse en direct à l'occasion de la nouvelle année, et ce malgré le maintien du couvre-feu (fixé entre-temps à 20h puis à 18h). Absent durant deux éditions, le chroniqueur et humoriste Philippe Caverivière est de retour le 13 février 2021.
À la seconde saison débutant le samedi 4 septembre 2021 Léa Salamé, ancienne intervenante de l'émission On n'est pas couché, partage la présentation d'On est en direct avec Laurent Ruquier.
Le vendredi 3 juin 2022, Laurent Ruquier annonce sur Instagram qu'il quittera la présentation de l'émission à la rentrée de septembre. Léa Salamé hérite donc de la présentation seule.

## Caractéristiques
On est en direct aborde l'actualité culturelle (livre, cinéma, spectacle, etc.), et engage des débats sur la place de la culture en France, sur des questions de société et d'actualité. L'émission prend fin avec un plateau musical où se produisent, le temps d'un titre, des chanteurs et musiciens de tous styles musicaux.
On est en direct se rapproche par sa formule, son format et son décor de L'Assiette anglaise de Bernard Rapp, du Pop-Club de José Artur, de La nuit est à vous de Christian Barbier ou encore de Samedi soir que présentait Philippe Bouvard. Cependant l'émission se démarque des talk-shows conçus jusqu'à présent et d'On n'est pas couché par le fait qu'elle est diffusée en direct et durant la nuit.